# フィリピンの国旗
フィリピンの国旗は4つの色からなる国旗である。白は平等と友愛を、青は平和、真実と正義を、赤は勇気と愛国心を象徴し、黄色い太陽は自由を意味している。3つの星は主な島であるルソン島・ミンダナオ島・ヴィサヤ諸島を象徴している。太陽から伸びる8本の光条は、フィリピン独立革命の際、最初に武器を取ったルソン島所在の8州（パンパンガ州、ブラカン州、リサール州、カビテ州、バタンガス州、ラグナ州、タルラック州、ケソン州）を表している。
戦争の時には、天地を逆にして「勇気」「愛国心」を表す『赤』を上にし強調するという、他の国旗にはなかなか見られない特徴を持つ。
この国旗は米比戦争中の1907年より、フィリピン第一共和国が崩壊しアメリカ合衆国に占領された後、1919年10月30日まで掲揚が禁止された。
2009年9月27日、国会は、スペイン植民地時代にも屈服しなかったムスリムに敬意を表し、光条を1本増やして9本とする議案を可決（2020年6月現在、デザインはまだ改定されていない）。

?戦争時及びフィリピンの軍旗（赤と青が上下逆になっている）
?将来採用される可能性のある国旗（光条が9本）
?縦横比2:3の国旗

## 歴史

?1785年までの旗
? 1873年 - 1874年
?1785年の旗
?1785年 - 1891年
?フィリピン第一共和国の革命旗
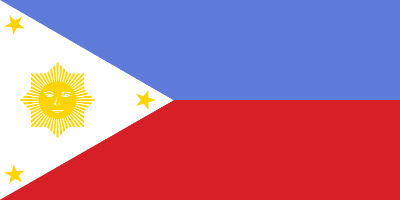
?1898年～1901年の国旗
?アメリカ領時代の旗（1919年～1936年）
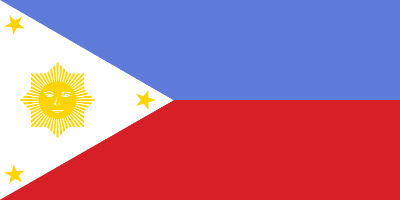
?1942～1943年の国旗
?1943年～1944年の国旗
?1944年～1985年、1986年〜1998年の国旗
?1944年～1985年、1986年〜1998年の国旗（縦横比2:3の別タイプ）
?1985年～1986年の国旗

## 註釈
1. ↑  世界の国旗図鑑―フィリピン 株式会社さらご
2. ↑  Gov.Ph. “Philippines : Gov.Ph : About the Philippines :” (英語).   フィリピン共和国政府. 2008年2月24日時点のオリジナルよりアーカイブ。2009年9月27日閲覧。
3. ↑  苅安, 望 (2006) (日本語), 世界の国旗と国章大図鑑 (二訂 ed.), 日本: 平凡社, p. 22, ISBN 4-582-40728-5
4. ↑  フラッグ・インスティチュート; エス・プロジェクト, ed. (2006) (日本語), 世界の国旗 国章・州旗・国際機関旗, 日本: 新樹社, p. 216, ISBN 4-7875-8552-5
5. ↑  MacDonald, Ian (2008年4月19日). “History of the Philippines Flag” (英語).   FOTW Flags Of The World. 2008年2月5日時点のオリジナルよりアーカイブ。2009年9月27日閲覧。
6. ↑  Michael Lim Ubac (2009年9月24日). “RP flag to have 9th ray to the sun - INQUIRER.net, Philippine News for Filipinos” (英語).   INQUIRER.net. 2009年9月27日閲覧。